# Iridoviridae
Iridoviridae è una famiglia di virus caratterizzati tutti da un genoma costituito da un'unica molecola di DNA a doppio filamento appartenente all'ordine Pimascovirales. La famiglia contiene sei generi: Chloriridovirus, Decapodiridovirus, Iridovirus, Lymphocystivirus, Megalocytivirus, e Ranavirus. Gli iridovirus infettano soprattutto gli invertebrati, ma anche alcuni vertebrati come pesci e rane.
Il genoma è tipicamente composto da un numero variabile di nucleotidi compreso fra 150000 e 280000. Il capside ha simmetria icosaedrica ed il virione si compone di tre regioni: il capside proteico esterno, una membrana lipidica intermedia e un cuore centrale contenente un complesso di DNA e proteine associate.
Molti dei virus di questa famiglia possono poi possedere anche un envelope lipidico esterno.

## Replicazione
L'impacchettamento finale del virione avviene nel citoplasma della cellula ospite, ma altre fasi della replicazione si svolgono nel nucleo. All'inizio la particella virale entra nella cellula e perde il suo rivestimento. Il DNA virale dunque migra nel nucleo della cellula ospite e viene trascritto da una RNA polimerasi di tipo II prodotta dall'ospite stesso e modificata dal virus.
Contemporaneamente la produzione di macromolecole da parte della cellula ospite cessa.
Il genoma originario del virus produce una nuova molecola di DNA che diviene la copia funzionale per la replica nel citoplasma. Grandi catene di DNA vengono formate nel citoplasma attraverso processi di ricombinazione genetica. Alla fine, questi nuovi genomi vengono impacchettati a formare virioni che escono all'esterno della cellula ospite per gemmazione dalla membrana (acquistando in questo modo un envelope lipidico) o in seguito alla lisi della stessa.

## Espressione genetica
La trascrizione avviene in tre stadi; precoce, intermedio e tardivo. Stimoli positivi e meccanismi di regolazione a feed-back negativo esistono in ognuno di essi.

## Patogenesi
Poco si sa riguardo alla patogenesi degli iridovirus. Essa è, comunque, dipendente dalla temperatura e proprio per questo gli iridovirus possono infettare efficacemente solo ospiti pecilotermi

## Fonti
MicrobiologyBytes: Iridoviruses
Viral Bioinformatics Resource Center & Viral Bioinformatics – Canada, University of Victoria
The Universal Virus Database of the International Committee on Taxonomy of Viruses